# Оријенталистика
Оријенталистика је академско поље проучавања која обухвата подручје блискоисточних и далекоисточних друштава и култура, језика, народа, историје и археологије. У последњих неколико година се често назива и азијске студије и блискоисточне студије, иако је примарни фокус и циљеви традиционалних оријенталних студије у Европи данас углавном усмерен на дисциплини исламских студија. Европска студија овог региона, раније познат као „Оријента“, има пре свега верске корене, који је остао главни мотив до новијег доба. Учење из арапске медицине и филозофије и грчких превода са хебрејског и арапског, је био важан фактор у средњем веку. Лингвистичко знање претходи ширим студијама културе и историје, када је Европа почела да задире у регион, политички и економски фактори подстакли су раст академских студија. Од краја 18. века археологија постаје кључна за широку европску јавност, због блага која су попунила европске музејиме. На модерну студију утицали су империјалистички ставови и интереси, а понекад и наивна фасцинација егзотичним Истоком медитеранских и европских писаца и мислилаца, заробљене у сликама уметника, чија је тема у више наврата отварана на Западу, под називом „оријентализам“. У 20. веку, научници овог региона су једнако учествовали у развоју ове дисциплине.

## Историја оријенталистике

### Преисламски период
Главна разлика у западном свету између „Запада“ и „Истока“ је кристалисана у грчко-персијским ратовима из 5. века пре нове ере, када су атински историчари направили разлику између њихове „атинске демократије“ и персијске монархије. Институционална разлика између Истока и Запада није постојала као дефинисан поларитет пре Оriens и Оccidens у подељеној администрацији Римског царства цара Диоклецијана крајем 3. века, а Царство је подељено на латинско и грчко говорно подручје. Класични свет је много знао о својим древним персијским суседима (и обично непријатељима), али врло непрецизно познавање већине света даље на исток. Међутим, постојала је значајна директна римска трговини са Индијом у царском периоду.

### Средњи век
Успон ислама и муслиманска освајања у 7. веку основали су оштру опозицију, чак и осећај поларитета, између средњовековног европског хришћанства и средњовековног исламског света (који се протезао од Блиског истока и средње Азије до северне Африке и Андалузије). Током средњег века, муслимани и Јевреји сматрали су се непријатељима хришћанства. Средњовековно европско познавање култура даље на истоку је било лоше, умногоме је зависило од измишљених путовања сер Џона Мандевилеа и легендама презвитера Јована, иако подједнако познат, ако не и много дуже, познат као Марко Поло су много прецизнији.
Научни рад у почетку је био у великој мери језичке природе, пре свега верски акценат на разумевању библијског хебрејског и језика као што је сиријски са ранохришћанском књижевношћу, али и жеља да разумеју арапске радове на пољу медицине, филозофије и науке. Овај напор, који се назива Studia Linguarum постојао је спорадично током средњег века, а „Ренесанса у 12. веку“ сведочи конкретан раст у преводима арапских текстова на латински језик, са фигурама попут Константина Афричког, који је превео 37 књига, углавном медицинских текстова, са арапског на латински, и Германа Далматинског, једаног од преводилаца Кур'ана. Најранији превод Кур'ана на латински је завршен 1143. године, иако је мало коришћен све до његовог штампања 1543. године, након чега је преведен на друге европске језике. Герард од Кремоне и други се заснивали су се на томе да Андалузији искористи арапске библиотеке и тамошње научнике. Касније, са хришћанском реконквистом у пуном јеку, такви контакти постали су ређи у Шпанији. Катедре за хебрејски, арапски и арамејски су накратко успостављене на Оксфорду, и у још четири универзитета након сабора у Бечу 1312. године.
Иако су крсташи допринели релативно мало на путу научне размене, ерупција Монголског царства имала стратешке импликације и за Крсташка царства и за саму Европу, што је довело до проширењу дипломатских контаката. У добу великих географских открића, европски интерес за мапирање Азије, а посебно морских путева, постао интензиван, мада углавном спровођен изван универзитета.

### Од ренесансе до 1800. године
Оријенталистика на универзитетима постала је систематска током ренесансе, уз континуирано доминирање језичких и верских аспеката. Постојала је и политичка димензија, јер су преводи за дипломатске сврхе били потребни, чак и пре него што је Запад био активно заинтересован за Исток ван Отоманске империје. Оријентир је било објављивање 1514. у Шпанији прве полиглотске Библије, која садржи комплетне постојеће текстове на хебрејском и арамејском, поред грчког и латинског. На Универзитету у Кембриџу је постојао професор хебрејског од 1540. (пети најстарији редовни катедра тамо), а катедра за арапски је основана око 1643. Оксфорд је следио са хебрејском катедром 1546. године (обе катедре су основана од стране Хенрија XIII). Универзитет у Саламанци имао професора оријенталних језика крајем 1570. У Француској, Колбер је покренуо програм обуке за младе лингвисте у дипломатској служби, као што су Франсоа Петис де ла Кроа, који је као и његов отац и његов син је служио као преводилац арапског краљу. Студија о Далеком истоку била је основана од стране мисионара.
Током 18. века, западни научници достигли су разуман ниво разумевања географије и већи део историје региона, али познавање области најмање приступачних западним путницима, попут Јапана и Тибета, и њихових језика, остао је ограничен. Крај века карактерише велико повећање проучавања археологије периода, који је требало да буде све важнији аспект области кроз наредни век. Египтологија предводила овај подухват, заједно са многим другим древним културама, обезбеђујући лингвистима нове материјале за дешифровање и студије.

### Деветнаести век
Са повећањем знања о Азији међу западним стручњацима, већи политички и економски ангажман у региону, а посебно у реализацији постојања блиских односа између индијског и европских језике, Вилијам Џонс, установио је сложеније интелектуалне везе између ране историје источне и западне културе. Неке од ових дешавања дошли су у контексту француско - британског ривалитета за контролу Индије. Либерални економисти, као што је Џејмс Мил, оцрњују источне цивилизације као статичне и корумпиране. Карл Маркс, и сам јеврејског порекла, карактерише азијатски начин производње, као непроменљив, због економске ограничености сеоских економија и улога државе у производњи. Оријентални деспотизам је уопштено сматран у Европи као главни фактор релативног неуспеха напретка источноевропских друштава. Проучавање ислама било је кључно јер већина људи који живе на географском подручју названим „Исток“ били су муслимани. Интересовање за разумевање ислама је делимично подстакнуто економским разматрањима растуће трговине у региону Медитерана и због културних и интелектуалних промена тог времена.
У току овог века западна археологија проширила се широм Блиског истока и Азије, са спектакуларним резултатима. Нови национални музеји обезбедили су поставку за налазишта, од којих је већина у том периоду доношена у Европу, а оријенталисти стављени у жижу јавности као никада пре. Прве озбиљне европске студије о будизму и хиндуизму били су од стране научника Еугена Бурнофа и Макса Милера. У то време, развила се академска студија ислама, и од средине 19. века, оријенталистику је била афирмисана академска дисциплина у већини европских земаља, посебно оних са империјалним интересима у региону. Ипак, док је схоластичко истраживање проширено, тако су и расистички ставови и стереотипа о загонетаним, лукавим источњацима. То се често ширило и на локалне јеврејске и ромске заједнице, који су такође били оријенталног порекла и многи су их видели тако.

### Двадесети век
Учешће на академским студијама од стране научника нових независних држава из самог региона, неминовно су значајно променили природу студија са појавом постколонијалних студија. Утицај оријентализма (у смислу у којем користи Едвард Саид у својој истоименој књизи) у науци о Блиском истоку видело се поновно појављивање и раст након завршетка Хладног рата. Период по окончању Хладног рата обележен је расправама о исламском тероризму са акцентом на томе у којој је мери култура арапског света и ислама претња за оне на Западу. Суштина ове расправе одражава претпоставку на основу које је оријентализам критикован - да је „Оријент“ искључиво дефинисан исламом. Таква разматрања су се догодила у ширем контексту и начин на који су многи западни научници одговорили на међународну политику у постхладноратовском свету, а она су вероватно појачана након терористичких напада од 11. септембра 2001.
Симболичка ове врсте одговора на крају Хладног рата била је популаризација тезе Судар цивилизација. Ова идеја фундаменталног конфликта између Истока и Запада је први пут појављена у чланку Бернарда Луиса под називом Корени муслиманског беса, написаној 1990. Опет, ово је виђено као начин обрачунавања нових облика и линија поделе у постхладноратовском међународном друштву. Приступ Судар цивилизација укључује још једну карактеристику оријенталистичке мисли, наиме, тенденција да је регион као један, хомогена „цивилизације“, а не да обухвата разне различите и разнолике културе. То је била идеја коју је разрадио славни Семјуел Хантингтон 1993. године у свом чланку у области спољних послова, под називом Сукоб цивилизација?.

## Оријентализам и оријенталистика
Термин Оријентализам је стекао негативне конотације у неким круговима и тумачи се на проучавање Истока од стране западњака, обликован ставовима доба европског империјализма у 18. и 19. веку. Када се користи у том смислу, он често подразумева предрасуде, карикирана тумачења источних култура и народа. Ово гледиште је највише артикулисано и пропагирано од стране Едварда Саида у делу Оријентализам (1978), критичку историју ових академских традиција. Насупрот томе, термин је такође био коришћен од стране неких модерних научника и односи се на писце империјалистичке ере који су ималие про-источне ставове, за разлику од оних који нису видели ишта вредно у не-западним културама.